# Eik Skaløes Plads
Eik Skaløes Plads er en gade og plads på øen Frederiksholm i København. Den ligger i øens nordøstlige hjørne.
Den blev navngivet i 1996 efter musikeren Eik Skaløe (1943-1968), der var kendt fra Steppeulvene. Den indgår i et lille kvarter, hvor vejene alle er navngivet efter nyere kunstnere. Her ligger også Leo Mathisens Vej og Per Knutzons Vej.
Ved pladsen ligger Rytmisk Musikkonservatorium.